# Friedrich-Wilhelm Ulrich
Pour les articles homonymes, voir Ulrich.
Friedrich-Wilhelm Ulrich, né le 20 octobre 1953 à Packebusch, est un rameur allemand qui concourait pour la RDA. Il compte à son palmarès deux titres olympiques en deux avec barreur.
Membre du SC Magdeburg, Ulrich est champion du monde junior en deux avec barreur, en 1971. De 1973 à 1975, il est champion de RDA en huit. Avec ce même bateau, il est champion d'Europe en 1973, quatrième au championnat du monde en 1974 et champion du monde en 1975. À l'automne 1975, il forme un équipage en deux avec barreur aux côtés de Harald Jährling et Georg Spohr. Lors des qualifications pour les Jeux olympiques de Montréal en 1976, les trois hommes battent les champions olympiques et du monde en titre. Ils remportent aisément la médaille d'or lors de ces Jeux, avec près de trois secondes d'avance sur le bateau soviétique et quatre sur l'équipage tchécoslovaque.
Lors du championnat du monde en 1977, le bateau est-allemand termine deuxième derrière le bateau bulgare. En 1978, Jährling et Ulrich font partie de l'équipage du huit qui s'impose au championnat du monde, équipage élu "équipe de l'année" en RDA. En 1979, Ulrich est de nouveau champion du monde avec le huit. Aux Jeux olympiques de 1980, Jährling, Ulrich et Spohr se retrouvent pour l'épreuve de deux avec barreur et s'imposent de nouveau, également devant les Soviétiques mais de justesse cette fois.
En 1976 et 1980, Ulrich est décoré de l'Ordre du mérite patriotique en argent, pour ses titres olympiques.
Après des études sportives, Ulrich devient entraîneur au SC Magdeburg. En 1989, il rejoint l'Allemagne de l'Ouest et entraîne les équipes d'aviron de la Sarre.

## Palmarès

### Jeux olympiques
- Médaille d'or du deux avec barreur aux Jeux olympiques de 1976 à Montréal
- Médaille d'or du deux avec barreur aux Jeux olympiques de 1980 à Moscou

### Championnats du monde
- Médaille d'or du huit aux Championnats du monde d'aviron 1975 à Nottingham
- Médaille d'or du huit aux Championnats du monde d'aviron 1978 au Lac Karapiro
- Médaille d'or du huit aux Championnats du monde d'aviron 1979 à Bled
- Médaille d'argent du deux avec barreur aux Championnats du monde d'aviron 1977 à Amsterdam

### Championnats d'Europe
- Médaille d'or du huit aux Championnats d'Europe d'aviron 1973 à Moscou